# Ibrahim Natatou
Ibrahim Natatou (* 1962 in Bourbourwa Boulama; auch Ibrahim Natattou) ist ein nigrischer Chemiker und Politiker. 

## Leben
Ibrahim Natatous Geburtsort Bourbourwa Boulama ist ein Dorf in der Landgemeinde Dakoussa im Süden Nigers. Natatou schloss seine Schulbildung 1985 mit einem Baccalauréat am Lycée Amadou Kouran Daga in Zinder ab. Er studierte an der Universität Niamey, an der er 1989 eine Maîtrise in Chemie ablegte. Danach besuchte er die Louis-Pasteur-Universität in Straßburg. Dort machte er 1991 ein Diplôme d’études approfondies in Chemie der Übergangsmetalle und Molekulartechnologie sowie 1995 ein Doktorat in Anorganischer Chemie.
Natatou arbeitete als Wissenschaftler am Departement für Chemie der naturwissenschaftlichen und technischen Fakultät der Universität Niamey. Er wurde 2005 Maître de conférences und 2013 Professor. Am 16. Januar 2015 wurde er zum Gründungsrektor der staatlichen Universität Agadez ernannt und nahm im Februar 2015 seine Tätigkeit auf.
Bei einer Regierungsumbildung am 23. April 2022 wurde Ibrahim Natatou Unterrichtsminister in der Regierung von Staatspräsident Mohamed Bazoum. In dieser Funktion folgte er Rabiou Ousman nach. Natatous Nachfolger als Rektor der Universität Agadez wurde Mahaman Moustapha Adamou. Bazoums Regierung wurde beim Militärputsch am 26. Juli 2023 abgesetzt. In der vom neuen Machthaber Abdourahamane Tiani am 9. August 2023 ernannten Regierung wurde Elizabeth Chérif Unterrichtsministerin.
Ibrahim Natatou ist verheiratet und hat fünf Kinder.

## Schriften (Auswahl)
- Extraction liquide-liquide et transport à travers une membrane liquide épaisse d'ions alcalins par des mélanges de p-tert-butylcalixnarene et d'éthers-couronnes ainsi que par des ligands tridentates organométalliques. Dissertation. Université Louis Pasteur, Straßburg 1995.
- Caractérisation et valorisation du phosphate naturel de Tahoua (Niger). Essais de fabrication de certains engrais et de phospho-compost. Editions universitaires européennes, Saarbrücken 2012, ISBN 978-6-13153724-0. (Mit Adamou Zanguina.)
- Study of Microbiological Quality along the Water Chain in Belbedji in the Republic of Niger. In: Journal of Environmental Protection. Nr. 7, 2017, S. 787–798, doi:10.4236/jep.2017.87049. (Mit Salifou Issa, Daouda Mama, Adamou Zanguina, Mousa Boukari und Dominique Sohounhloué.)